# Опасное
Опа́сное (укр. Опасне, крымскотат. Opasnoye, Опасное) — микрорайон города Керчи, расположен на берегу Керченского пролива, в северной части территории, подчинённой городскому округу Керчь (согласно административно-территориальному делению Украины — Керченскому горсовету Автономной Республики Крым), севернее мыса Еникале, до середины XX века — отдельный посёлок.

## История
Впервые в исторических документах селение встречается на карте 1842 года, где слобода Опасная обозначена с 33 дворами.
В 1860-х годах, после земской реформы Александра II, деревню приписали к Керчь-Еникальскому градоначальству. На трёхверстовой карте 1865—1876 года в слободе Опасной обозначено 12 дворов. В «Памятной книге Таврической губернии 1889 года» по результатам Х ревизии 1887 года записана Опасная с 94 дворами и 486 жителями. На верстовой карте Крыма 1896 года в селении обозначено 94 двора с русским населением. В дальнейшем в доступных источниках конца XIX — начала XX века название не встречается.
После установления в Крыму Советской власти, по постановлению Крымревкома, 25 декабря 1920 года из Феодосийского уезда был выделен Керченский (степной) уезд, Керчь-Еникальское градоначальство упразднили, Постановлением ревкома № 206 «Об изменении административных границ» от 8 января 1921 года была упразднена волостная система и в составе Керченского уезда был создан Керченский район, в который вошло село (в 1922 году уезды получили название округов). 11 октября 1923 года, согласно постановлению ВЦИК, в административное деление Крымской АССР были внесены изменения, в результате которых округа были отменены и основной административной единицей стал Керченский район. Согласно Списку населённых пунктов Крымской АССР по Всесоюзной переписи 17 декабря 1926 года, в селе Опасное, Еникальского сельсовета Керченского района, числилось 232 двора, из них 6 крестьянских, население составляло 986 человек, из них 947 русских, 37 украинцев, 1 татарин и 1 болгарин. Постановлением ВЦИК «О реорганизации сети районов Крымской АССР» от 30 октября 1930 года (по другим сведениям 15 сентября 1931 года) Керченский район упразднили и село, вместе с сельсоветом, включили в состав Керчи (по другим данным Опасное вошло в состав города в 1936 году). На подробной карте РККА Керченского полуострова 1941 года в Опасной обозначено 179 дворов.
В селе Опасное родился полный кавалер ордена Славы Фастович, Кузьма Игнатьевич (1918—1981).

### Транспорт
- Опасное связано с Керчью рейсами маршрутного такси (маршрут № 18 от автовокзала Керчи)[18].